# Liga Națională de handbal feminin 2018-2019, transferuri
Acest articol prezintă transferurile efectuate de echipele care participă în Liga Națională de handbal feminin 2018-2019.
Pentru componența echipelor care participă în Liga Națională de handbal feminin 2018-2019, vedeți:
Transferurile evidențiate cu caractere înclinate au fost efectuate după începerea sezonului 2018-2019.
| Echipă                                       | Veniri          | Veniri                      | Veniri                                                 | Plecări         | Plecări                      | Plecări |
| Echipă                                       | Jucătoare       | Post                        | De la                                                  | Jucătoare       | Post                         | La      |
| -------------------------------------------- | --------------- | --------------------------- | ------------------------------------------------------ | --------------- | ---------------------------- | ------- |
|                                              |                 |                             |                                                        |                 |                              |         |
| CS Minaur Baia Mare                          |                 |                             |                                                        |                 |                              |         |
| Iaroslava Burlacenko                         | Pivot           | HCM Slobozia                | Monica Rusu                                            | Portar          | CSM Roman                    |         |
| Oana Cîrstea                                 | Extremă stânga  | HC Dunărea Brăila           | Elena Avdekova                                         | Extremă stânga  | Kisvárdai KC                 |         |
| Sylwia Lisewska                              | Inter stânga    | EB Start Elbląg             | Mariana Mîkîtei                                        | Extremă stânga  |                              |         |
| Adriana Medveďová                            | Portar          | HC Dunărea Brăila           | Andrada Preda                                          | Extremă stânga  | Însărcinată✳✳✳               |         |
| Helena Ryšánková                             | Inter dreapta   | Cercle Dijon Bourgogne      | Andriana Naumenko                                      | Pivot           | HCM Slobozia                 |         |
| Sonia Seraficeanu                            | Extremă dreapta | CSM Slatina                 | Corina Biriș                                           | Inter stânga    |                              |         |
| Marija Šteriova                              | Inter stânga    | HC Dunărea Brăila           | Aleksandra Prikop                                      | Inter stânga    | HC Zalău                     |         |
| Alexandra Orșivschi                          | Extremă stânga  | CSM Bistrița                | Iulia Poradnik                                         | Centru          |                              |         |
| Luciana Popescu                              | Centru          |                             | Iulia Zaremba                                          | Inter dreapta   |                              |         |
| Andreea Taivan                               | Extremă dreapta | CSU Danubius Galați         | Cristina Andrița                                       | Centru          | CSM Galați                   |         |
| Anca Polocoșer                               | Inter stânga    | CSM Roman                   |                                                        |                 |                              |         |
|                                              |                 |                             |                                                        |                 |                              |         |
| CSM Bistrița/ CS Gloria 2018 Bistrița-Năsăud |                 |                             |                                                        |                 |                              |         |
| Paula García Ávila                           | Pivot           | Málaga                      | Alexandra Orșivschi                                    | Extremă stânga  | CS Minaur Baia Mare          |         |
| Valentina Ardean-Elisei                      | Extremă stânga  | SCM Craiova                 | Viorica Țăgean                                         | Portar          | U Cluj                       |         |
| Teodora Bloj                                 | Inter stânga    | Corona Brașov               | Irina Ivan                                             | Inter stânga    | CSM Roman                    |         |
| Ana Maria Inculeț                            | Portar          | HC Zalău                    | Roxana Cîrjan                                          | Pivot           | CSM Roman                    |         |
| Ghiulgian Adin                               | Extremă stânga  | CSȘ Tulcea                  | Oana Țiplea                                            | Inter dreapta   | CS Măgura Cisnădie           |         |
| Daniela Todor                                | Centru          | CSM Roman                   |                                                        |                 |                              |         |
|                                              |                 |                             |                                                        |                 |                              |         |
| Corona Brașov                                |                 |                             |                                                        |                 |                              |         |
| Marina Dmitrović                             | Inter dreapta   | Kisvárdai KC                | Timea Tătar                                            | Pivot           | SCM Craiova                  |         |
| Dragica Tatalović                            | Portar          | CS Măgura Cisnădie          | Ana Maria Mîrcă                                        | Portar          | CSM Roman                    |         |
| Ekaterina Vetkova                            | Pivot           | Toulon                      | Laura Popa                                             | Inter dreapta   | U Cluj                       |         |
| Ana Ciolan                                   | Pivot           | HC Zalău                    | Teodora Bloj                                           | Inter stânga    | Gloria 2018 Bistrița-Năsăud  |         |
| Larisa Tămaș                                 | Inter stânga    | HC Zalău                    | Isabela Roșca                                          | Portar          | A.C. PAOK                    |         |
| Diana Popescu                                | Portar          | CSM Roman                   | Camelia Hotea                                          | Extremă stânga  |                              |         |
| Andreea Pătuleanu                            | Inter stânga    | CSU Danubius Galați         | Dragica Tatalović                                      | Portar          |                              |         |
| Viktoria Timoșenkova                         | Portar          | CSM Roman                   | Cristina Crețu (împrumut)                              | Extremă stânga  | CS Dinamo București          |         |
| Raluca Agrigoroaie                           | Pivot           | CSM Roman                   |                                                        |                 |                              |         |
| Ana Maria Berbece                            | Extremă dreapta | HC Dunărea Brăila           |                                                        |                 |                              |         |
|                                              |                 |                             |                                                        |                 |                              |         |
| HC Dunărea Brăila                            |                 |                             |                                                        |                 |                              |         |
| Nicoleta Safta                               | Pivot           | CSU Danubius Galați         | Oana Cîrstea                                           | Extremă stânga  | CS Minaur Baia Mare          |         |
| Nataša Krnić                                 | Inter stânga    | HCM Râmnicu Vâlcea          | Adriana Medveďová                                      | Portar          | CS Minaur Baia Mare          |         |
| Nicoleta Tudor                               | Inter stânga    | SCM Craiova                 | Marija Šteriova                                        | Inter stânga    | CS Minaur Baia Mare          |         |
| Marina Razum                                 | Portar          | HCM Râmnicu Vâlcea          | Diana Ilina                                            | Centru          | SCM Gloria Buzău             |         |
| Elena Dache                                  | Inter stânga    | CSM București               | Daniela Corban                                         | Centru          | CSM Roman                    |         |
| Gabriela Dobre                               | Portar          | CS Dinamo București         | Gabriella Bucur                                        | Inter stânga    | Însărcinată                  |         |
| Ana Maria Micu                               | Portar          | SCM Gloria Buzău            | Ana Ciuclaru                                           | Pivot           | Însărcinată                  |         |
| Gabriela Vrabie                              | Extremă dreapta | SCM Gloria Buzău            | Bianca Aron                                            | Portar          | HCM Slobozia                 |         |
| Ana Maria Berbece                            | Extremă dreapta | U Cluj                      | Ana Maria Berbece                                      | Extremă dreapta | Corona Brașov                |         |
| Carmina Manea                                | Extremă stânga  | CSM Roman                   |                                                        |                 |                              |         |
|                                              |                 |                             |                                                        |                 |                              |         |
| CSM București                                |                 |                             |                                                        |                 |                              |         |
| Dragana Cvijić                               | Pivot           | ŽRK Vardar                  | Alina Iordache                                         | Portar          | SCM Gloria Buzău             |         |
| Andrea Lekić                                 | Centru          | ŽRK Vardar                  | Isabelle Gulldén                                       | Centru          | Brest                        |         |
| Jovanka Radičević                            | Extremă dreapta | ŽRK Vardar                  | Camille Ayglon                                         | Inter dreapta   | Nantes                       |         |
| Barbara Lazović                              | Inter dreapta   | ŽRK Vardar                  | Gnonsiane Niombla                                      | Inter stânga    | Metz Handball                |         |
| Elizabeth Omoregie                           | Centru          | Krim Mercator               | Marit Malm Frafjord                                    | Pivot           | Retrasă✳✳✳✳                  |         |
| Claudia Constantinescu                       | Inter stânga    | HC Zalău                    | Line Jørgensen                                         | Inter dreapta   | Team Esbjerg                 |         |
|                                              |                 |                             | Elena Dache                                            | Inter stânga    | HC Dunărea Brăila            |         |
|                                              |                 |                             | Anastasia Lobaci                                       | Pivot           |                              |         |
|                                              |                 |                             |                                                        |                 |                              |         |
| SCM Gloria Buzău                             |                 |                             |                                                        |                 |                              |         |
| Diana Ilina                                  | Centru          | HC Dunărea Brăila           | Gabriela Vrabie                                        | Extremă dreapta | HC Dunărea Brăila            |         |
| Alina Iordache                               | Portar          | CSM București               | Mădălina Mureș                                         | Pivot           | HC Activ CSO Plopeni         |         |
| Cristina Nan                                 | Pivot           | CS Dinamo București         | Nicoleta Vlad                                          | Extremă stânga  |                              |         |
| Marijeta Vidak                               | Inter stânga    | RK Podravka Koprivnica      | Denisa Matei                                           | Portar          |                              |         |
| Natalia Viniukova                            | Inter stânga    | Zvezda Zvenigorod           | Alina Lupu                                             | Portar          |                              |         |
| Laura Leahu                                  | Inter stânga    | Rapid București             | Ana Maria Micu                                         | Portar          | HC Dunărea Brăila            |         |
| Diana Predoi                                 | Extremă stânga  | SCM Timișoara               | Gabriela Drugău                                        | Extremă stânga  | Retrasă                      |         |
| Mădălina Predoi                              | Extremă dreapta | HCM Slobozia                | Alina Horjea                                           | Centru          |                              |         |
| Alina Ilie                                   | Inter dreapta   | HCM Slobozia                | Laura Bujoiu                                           | Portar          |                              |         |
| Alexandra Banciu                             | Centru          | CS Dinamo București         | Anca Ionescu                                           | Inter stânga    |                              |         |
| Mădălina Pușcaș                              | Portar          | CSM Slatina                 | Ionela Goran                                           | Pivot           | CS Măgura Cisnădie           |         |
| Marinela Gherman                             | Inter stânga    |                             | Marinela Gherman                                       | Inter stânga    | US Altkirch                  |         |
| Marija Gedroit                               | Inter stânga    | CSU Danubius Galați         |                                                        |                 |                              |         |
| Alexandra Subțirică                          | Pivot           | CS Măgura Cisnădie          |                                                        |                 |                              |         |
| Carmen Stoleru                               | Centru          | CSM Roman                   |                                                        |                 |                              |         |
| Ana Maria Simion                             | Extremă dreapta | CSM Roman                   |                                                        |                 |                              |         |
| Iulia Havronina                              | Inter dreapta   | CSM Roman                   |                                                        |                 |                              |         |
| Ana Maria Mîrcă                              | Portar          | CSM Roman                   |                                                        |                 |                              |         |
|                                              |                 |                             |                                                        |                 |                              |         |
| CS Măgura Cisnădie                           |                 |                             |                                                        |                 |                              |         |
| Gabriela Moreschi                            | Portar          | Larvik HK                   | Dragica Tatalović                                      | Portar          | Corona Brașov                |         |
| Jasna Boljević                               | Inter dreapta   | CSM Roman                   | Ivana Božović                                          | Inter stânga    | Pogoń Szczecin               |         |
| Alexandra Iovănescu                          | Pivot           | CSM Roman                   | Larisa Șerban                                          | Centru          | CS Universitatea Reșița      |         |
| Alexandra Andrei (suspendată)✳               | Inter stânga    | CSM Slatina                 | Maria Ilea                                             | Pivot           | CS Universitatea Reșița      |         |
| Iulia Matei                                  | Extremă stânga  | CS Dinamo București         | Mirela Pașca                                           | Portar          | Însărcinată                  |         |
| Ionela Goran                                 | Pivot           | SCM Gloria Buzău            | Alexandra Subțirică                                    | Pivot           | SCM Gloria Buzău             |         |
| Oana Țiplea                                  | Inter dreapta   | Gloria 2018 Bistrița-Năsăud | Deonise Fachinello                                     | Inter dreapta   | SCM Craiova                  |         |
| Ionela Simion                                | Pivot           | CSM Roman                   | Mariana Costa                                          | Extremă dreapta | SCM Craiova                  |         |
| Mălina Petrescu                              | Extremă dreapta | CS Chimia Râmnicu Vâlcea    | Ionela Goran                                           | Pivot           | Retrasă                      |         |
| Denisa Iuga                                  | Extremă stânga  | CSȘ Mediaș                  | Cristina Popovici                                      | Portar          | CSM Târgu Mureș              |         |
|                                              |                 |                             |                                                        |                 |                              |         |
| U Cluj                                       |                 |                             |                                                        |                 |                              |         |
| Aleksandra Stokłosa                          | Pivot           | EB Start Elbląg             | Ana Maria Berbece                                      | Extremă dreapta | HC Dunărea Brăila            |         |
| Martina Ćorković                             | Centru          | Zağnos SK                   | Florina Chintoan                                       | Pivot           | Însărcinată                  |         |
| Viorica Țăgean                               | Portar          | Gloria 2018 Bistrița-Năsăud |                                                        |                 |                              |         |
| Laura Popa                                   | Inter dreapta   | Corona Brașov               |                                                        |                 |                              |         |
| Andra Moroianu                               | Extremă dreapta | Național Râmnicu Vâlcea     |                                                        |                 |                              |         |
|                                              |                 |                             |                                                        |                 |                              |         |
| SCM Craiova                                  |                 |                             |                                                        |                 |                              |         |
| Ekaterina Djukeva                            | Portar          | Kisvárdai KC                | Iulia Dumanska                                         | Portar          | HCM Râmnicu Vâlcea           |         |
| Timea Tătar                                  | Pivot           | Corona Brașov               | Andreea Pricopi                                        | Centru          | HCM Râmnicu Vâlcea           |         |
| Ana Maria Tănasie                            | Extremă stânga  | HCM Râmnicu Vâlcea          | Bobana Klikovac                                        | Pivot           | FTC-Rail Cargo Hungaria      |         |
| Elena Gjeorgjievska                          | Inter dreapta   | Alba Fehérvár KC            | Valentina Ardean-Elisei                                | Extremă stânga  | Gloria 2018 Bistrița-Năsăud  |         |
| Bianca Curmenț                               | Portar          | SCM Timișoara               | Nicoleta Tudor                                         | Inter stânga    | HC Dunărea Brăila            |         |
| Andrea Šerić                                 | Pivot           | Kastamonu                   | Teodora Popescu                                        | Pivot           | HC Zalău                     |         |
| Deonise Fachinello                           | Inter dreapta   | CS Măgura Cisnădie          | Cristina Lung                                          | Portar          | HC Zalău                     |         |
| Mariana Costa                                | Extremă dreapta | CS Măgura Cisnădie          |                                                        |                 |                              |         |
| Valentina Ion                                | Inter stânga    | HCM Craiova                 |                                                        |                 |                              |         |
| Roxana Stanciu                               | Extremă stânga  | CSA Steaua București        |                                                        |                 |                              |         |
|                                              |                 |                             |                                                        |                 |                              |         |
| CSU Danubius Galați/ CSM Galați              |                 |                             |                                                        |                 |                              |         |
| Andreea Pătuleanu                            | Inter stânga    | HCM Slobozia                | Nicoleta Safta                                         | Pivot           | HC Dunărea Brăila            |         |
| Marija Gedroit                               | Inter stânga    | TSV Bayer 04 Leverkusen     | Dajana Jovanovska                                      | Inter stânga    | Handknattleiksfélag Kópavogs |         |
| Lăcrămioara Cîlici                           | Extremă stânga  | CSM Roman                   | Andrea Beleska                                         | Inter dreapta   | Yenimahalle BSK              |         |
| Cătălina Cioaric                             | Extremă dreapta |                             | Andreea Mihart                                         | Extremă stânga  | HC Zalău                     |         |
| Cristina Andrița                             | Centru          | CS Minaur Baia Mare         | Andreea Pătuleanu                                      | Inter stânga    | Corona Brașov                |         |
|                                              |                 |                             | Marija Gedroit                                         | Inter stânga    | SCM Gloria Buzău             |         |
|                                              |                 |                             | Andreea Taivan                                         | Extremă dreapta | CS Minaur Baia Mare          |         |
|                                              |                 |                             |                                                        |                 |                              |         |
| HCM Râmnicu Vâlcea/ SCM Râmnicu Vâlcea       |                 |                             |                                                        |                 |                              |         |
| Marija Petrović                              | Pivot           | ŽRK Vardar                  | Nataša Krnić                                           | Inter stânga    | HC Dunărea Brăila            |         |
| Iulia Dumanska                               | Portar          | SCM Craiova                 | Marina Razum                                           | Portar          | HC Dunărea Brăila            |         |
| Andreea Pricopi                              | Centru          | SCM Craiova                 | Sara Vukčević                                          | Pivot           | Mosonmagyaróvári             |         |
| Ana Maria Popa                               | Extremă stânga  | CSM Roman                   | Ana Maria Tănasie                                      | Extremă stânga  | SCM Craiova                  |         |
| Samara Da Silva Viera                        | Inter stânga    | Üsküdar BSK                 | Carmina Manea                                          | Extremă stânga  | CSM Roman                    |         |
|                                              |                 |                             | Cristina Mitrache                                      | Extremă dreapta | HCM Slobozia                 |         |
|                                              |                 |                             | Hermina Stoicănescu                                    | Extremă stânga  | CSM Slatina                  |         |
|                                              |                 |                             |                                                        |                 |                              |         |
| CSM Roman retrasă din campionat✳✳            |                 |                             |                                                        |                 |                              |         |
| Monica Rusu                                  | Portar          | CS Minaur Baia Mare         | Ana Maria Popa                                         | Extremă stânga  | HCM Râmnicu Vâlcea           |         |
| Iulia Havronina                              | Inter dreapta   | Toulon                      | Jasna Boljević                                         | Inter dreapta   | CS Măgura Cisnădie           |         |
| Daniela Todor                                | Centru          |                             | Alexandra Iovănescu                                    | Pivot           | CS Măgura Cisnădie           |         |
| Raluca Agrigoroaie                           | Pivot           |                             | Andreea Polocoșer                                      | Portar          | HCM Slobozia                 |         |
| Daniela Corban                               | Centru          | HC Dunărea Brăila           | Diana Popescu                                          | Portar          | Corona Brașov                |         |
| Irina Ivan                                   | Inter stânga    | CSM Bistrița                | Tereza Pîslaru                                         | Portar          |                              |         |
| Carmina Manea                                | Extremă stânga  | HCM Râmnicu Vâlcea          | Lăcrămioara Cîlici                                     | Extremă stânga  | CSU Danubius Galați          |         |
| Alina Gheorghe                               | Extremă stânga  | Rapid București             | Mihaela Stănciulescu                                   | Inter stânga    | CSU Neptun Constanța         |         |
| Ana Maria Mîrcă                              | Portar          | Corona Brașov               | Teja Ferfolja                                          | Inter stânga    | A.C. PAOK                    |         |
| Roxana Cîrjan                                | Pivot           | CSM Bistrița                | Ana Miriam de Sousa                                    | Inter stânga    |                              |         |
| Roxana Ureniuc                               | Centru          | HCF Piatra Neamț            | Loredana Vartic                                        | Centru          | HCM Slobozia                 |         |
|                                              |                 |                             | Anca Polocoșer                                         | Inter stânga    | CS Minaur Baia Mare          |         |
|                                              |                 |                             | Carmen Stoleru                                         | Centru          | SCM Gloria Buzău             |         |
|                                              |                 |                             | Ana Maria Simion                                       | Extremă dreapta | SCM Gloria Buzău             |         |
|                                              |                 |                             | Daniela Corban                                         | Centru          | HC Zalău                     |         |
|                                              |                 |                             | Daniela Todor                                          | Centru          | Gloria 2018 Bistrița-Năsăud  |         |
|                                              |                 |                             | Oana Chitacu                                           | Extremă dreapta | CSM Slatina                  |         |
|                                              |                 |                             | Iulia Havronina                                        | Inter dreapta   | SCM Gloria Buzău             |         |
|                                              |                 |                             | Carmina Manea                                          | Extremă stânga  | HC Dunărea Brăila            |         |
|                                              |                 |                             | Ionela Simion                                          | Pivot           | CS Măgura Cisnădie           |         |
|                                              |                 |                             | Ana Maria Mîrcă                                        | Portar          | SCM Gloria Buzău             |         |
|                                              |                 |                             | Viktoria Timoșenkova                                   | Portar          | Corona Brașov                |         |
|                                              |                 |                             | Raluca Agrigoroaie                                     | Pivot           | Corona Brașov                |         |
|                                              |                 |                             | Irina Ivan                                             | Inter stânga    | Havre HAC                    |         |
|                                              |                 |                             |                                                        |                 |                              |         |
| CSM Slatina                                  |                 |                             |                                                        |                 |                              |         |
| Hermina Stoicănescu                          | Extremă stânga  | SCM Râmnicu Vâlcea          | Sonia Seraficeanu                                      | Extremă dreapta | CS Minaur Baia Mare          |         |
| Clara Vădineanu                              | Inter stânga    |                             | Carmen Veșcă                                           | Inter stânga    | CS Dacia Mioveni 2012        |         |
| Sara Abed Kader                              | Portar          | CS Dinamo București         | Mădălina Pușcaș                                        | Portar          | SCM Gloria Buzău             |         |
| Georgiana Codrea                             | Extremă dreapta | CS Dinamo București         | Daniela Vălean                                         | Portar          |                              |         |
| Angela Todorovska                            | Inter stânga    | CS Dinamo București         | Diana Diaconu                                          | Portar          | CS Dacia Mioveni 2012        |         |
| Raluca Dăscălete                             | Inter stânga    | HCM Slobozia                | Mihaela Popescu                                        | Centru          | Știința București            |         |
| Ana Maria Chirigiu                           | Extremă dreapta | Rapid București             | Alexandra Andrei (suspendată)✳                         | Inter stânga    | CS Măgura Cisnădie           |         |
| Oana Chitacu                                 | Extremă dreapta | CSM Roman                   | Georgiana Codrea                                       | Extremă dreapta | HCM Slobozia                 |         |
|                                              |                 |                             | Angela Todorovska (împrumut)                           | Inter stânga    | CS Dacia Mioveni 2012        |         |
|                                              |                 |                             |                                                        |                 |                              |         |
| HC Zalău                                     |                 |                             |                                                        |                 |                              |         |
| Aleksandra Prikop                            | Inter stânga    | CS Minaur Baia Mare         | Ana Ciolan                                             | Pivot           | Corona Brașov                |         |
| Cristina Lung                                | Portar          | SCM Craiova                 | Ana Maria Dragut                                       | Inter dreapta   | Kisvárdai KC                 |         |
| Teodora Popescu                              | Pivot           | SCM Craiova                 | Larisa Tămaș                                           | Inter stânga    | Corona Brașov                |         |
| Andreea Mihart                               | Extremă stânga  | CSU Danubius Galați         | Ana Maria Inculeț                                      | Portar          | Gloria 2018 Bistrița-Năsăud  |         |
| Bianca Berbece                               | Inter dreapta   | HC Activ CSO Plopeni        | Andreea Stângă                                         | Inter stânga    |                              |         |
| Alexandra Severin                            | Inter stânga    | CS Dinamo București         | Cristina Lung                                          | Portar          |                              |         |
| Daniela Corban                               | Centru          | CSM Roman                   | Claudia Constantinescu                                 | Inter stânga    | CSM București                |         |
|                                              |                 |                             | Sabrina Lazea (împrumut septembrie 2018-ianuarie 2019) | Inter stânga    | CS Universitar Oradea        |         |
|                                              |                 |                             | Adina Sabău (împrumut septembrie 2018-ianuarie 2019)   | Portar          | CS Universitar Oradea        |         |

✳ Alexandra Andrei a fost penalizată și suspendată de FRH. Alexandra Andrei (CSM Slatina) a încheiat în martie 2018 un contract cu Măgura Cisnădie, ulterior, în iulie 2018, aceasta și-a prelungit contractul cu CSM Slatina. Clubul CS Măgura Cisnădie a sesizat FRH, iar Comisia Centrală de Disciplină a decis sancționarea Alexandrei Andrei cu penalitate 5.000 lei și suspendare pentru 6 luni, începând cu 22 august 2018. Alexandra Andrei a formulat apel la hotărârea Comisiei Centrale de Disciplină, iar Comisia Centrală de Apel a admis, în parte, apelul, modificând hotărârea Comisiei Centrale de Disciplină, în sensul aplicării umei penalități de 2.500 lei și suspendare pentru o lună.
✳✳ CSM Roman s-a retras din campionat. Rezultatele din meciurile susținute de CSM Roman au fost anulate iar contractele încheiate cu sportivele și antrenorii și-au încetat valabilitatea, aceștia putându-se transfera la alte echipe.
✳✳✳ Andrada Preda, după ce a născut, a încheiat în ianuarie 2019 un contract cu ACS Crișul Chișineu Criș.
✳✳✳✳ Marit Malm Frafjord a anunțat la sfârșitul sezonului 2017-18 că se retrage.. În decembrie 2018, a încheiat un contract pe o perioadă de 6 luni cu Team Esbjerg.